# Синагога Тиферет Исраэль (Иерусалим)
Синагога Тиферет Исраэль (она же «синагога Нисана Бека») — одна из самых легендарных синагог Иерусалима.
Название дано р. Исроэлем из Ружина, который сослался при этом на стих из книги Эйха (2:1): «С неба на землю низринул великолепие Израиля (Тиферет Исраэль)».

## История
Возведение синагоги связано с возникновением в Иерусалиме хасидской общины. На протяжении первой половины XIX века хасидов в Иерусалиме практически не было. Считанные исключения только подтверждали правило.
В пятидесятых годах ситуация меняется. Нехасидские ашкеназские семьи и общины все более массово перебираются в новые районы вне стен Старого города. В освобождающиеся квартиры въезжают хасиды.
В это же время в Иерусалиме постоянно идут разговоры о восстановлении ашкеназской синагоги «Хурва». Это заставляло хасидов с особой остротой переживать отсутствие синагоги хасидской.
Рабби Исроэль из Ружина, один из легендарнейших духовных вождей хасидизма, правнук Магида из Мезрича, в то время проживавший в Австро-Венгерской империи на положении политического эмигранта (после того, как был вынужден бежать из Российской империи, где он с маниакальной беспричинностью последовательно преследовался властями: царь Николай I испытывал к р. Исроэлю необъяснимую личную неприязнь), предлагает финансировать покупку участка в Старом городе под хасидскую синагогу. По забавному стечению обстоятельств, параллельно этот же участок пытается купить по указанию Российского императора Александра II российский Палестинский комитет. Представителям р. Исроэля удаётся опередить конкурентов. В дальнейшем на выделенные деньги Российский Палестинский комитет приобретает участок вне стен Старого города, на Яффской дороге, где возводится комплекс, поныне именуемый «Русским подворьем».
После приобретения участка хасиды обнаружили, что на нём расположена могила арабского шейха, некоего Абушоша. Для того, чтобы добиться разрешения на перенос могилы и начало строительных работ, хасидам приходится попросить р. Исроэля из Ружина, патрона проекта, задействовать свои связи при австрийском императорском дворе. Строительство синагоги становится предметом имперской дипломатии (строительство синагоги «Хурва» лоббируют англичане).
Практически строительство начинается в 1857 году, фактически параллельно со строительством синагоги «Хурва». Проект возглавляет р. Нисан Бек (уроженец Бердичева, 1815—1889), феерическая фигура, один из основателей хасидской общины в Иерусалиме (сам он был буяновским хасидом), потомственный печатник, подрядчик, возвёдший первый хасидский район за пределами стен Старого города (и незамысловато именуемый «Дома Нисана Бека»), создатель первой антимиссионерской организации в Иерусалиме и бессменный староста (габай) синагоги «Тиферет Исраэль» с момента её основания и до его смерти.
На этапе строительства р. Нисан Бек организовывал сбор средств, лично руководил работами, лично решал, практически, все организационные, административные и технические вопросы, проявляя при этом фантастическую находчивость и дерзость. Например, к созданию проекта синагоги он умудрился привлечь русского архитектора, проектировавшего Русское подворье, Мартина Ивановича Эппингера.
Рабби Исроэль из Ружина финансировал только покупку участка. На строительство деньги собирали, что называется, с миру по нитке. Впрочем, это некоторое преувеличение. Дело в том, что всё тот же р. Исроэль из Ружина объявил, что «Когда был Храм, он служил вратами для молитв Израиля. В наше время врата молитв Израиля находятся в синагоге Тиферет Исраэль». После этого многие праведники и богачи того поколения поспешили приобрести места в строящейся синагоге, что составило весьма значительную сумму.
Однако на возведение великолепного, по тем временам, трёхэтажного здания (одиннадцать на одиннадцать метров, при двадцатиметровой, примерно, высоте) этого не хватило. Из России, от хасидов и хасидских ребе, шли и шли посылки с дорогой и даже драгоценной синагогальной утварью. А денег на завершение строительство не было. И тем не менее, к 1870 году синагога была почти достроена. Оставалось только покрыть огромный купол крыши. На это денег не было категорически.
Именно в этот момент Иерусалим посетил проездом на открытие Суэцкого канала австрийский император Франц Иосиф I. И изъявил желание побывать в синагоге, о которой столько слышал и для возведения которой кое-что сделал. Император обратил внимание на тот факт, что у синагоги нет крыши, и поинтересовался у р. Нисана Бека о причине её отсутствия. Р. Нисан находчиво ответил: «Синагога сняла свой „головной убор“ в знак почтения к Вам, Ваше Величество!». «Сколько мне будет стоить убедить её покрыть голову снова?» — поинтересовался в ответ Франц-Иосиф. Была названа (и получена) точная сумма.
Окончательно строительство закончилось в 1872 году. В честь открытия четырёмстам еврейским семьям Старого города р. Нисан Бек раздал праздничное угощение: хлеб и мясо.
Синагога сразу стала одной из самых посещаемых в городе. Зачастую части молящихся приходилось молиться снаружи — места в синагоге на всех желающих просто не хватало.
Купол синагоги, одного из самых высоких зданий в городе, покрасили в зелёный цвет. Практически сразу же обнаружилось, что это привело в ярость мусульман города, считавших зелёный цвет «своим» и даже «священным». Раздражение мусульман не утихало со временем, а только росло, пока барон Ротшильд, узнав о проблеме, не оплатил перекраску купола в другой цвет.

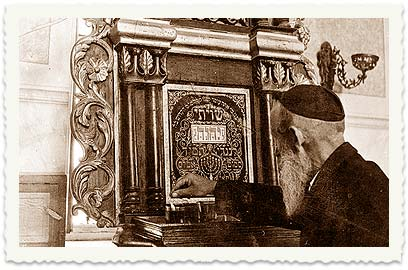
Молитва внутри синагоги (1940)

Во время войны за независимость государства Израиль (1948-й год) в синагоге располагался один из опорных пунктов отрядов еврейской самообороны. После захвата Старого города иорданцами синагога Тиферет Исраэль, как и прочие синагоги района, была разграблена и разрушена.

## Современный период
В 2010 году, после завершения восстановления синагоги «Хурва», группа финансировавших этот проект еврейских филантропов с Украины заявила о готовности помочь восстановить и синагогу «Тиферет Исраэль».
В ноябре 2012 года муниципалитет Иерусалима одобрил план по восстановлению синагоги; на 2014 год ведётся её строительство.